# 나는 사랑과 시간과 죽음을 만났다
《나는 사랑과 시간과 죽음을 만났다》(영어: Collateral Beauty)는 2016년 12월에 개봉한 미국의 드라마 영화이다. 데이비드 프랭클이 감독을 맡았으며, 알란 로엡이 각본을 맡았다.

## 출연

### 주연
- 윌 스미스
- 에드워드 노튼
- 키이라 나이틀리
- 마이클 페나
- 나오미 해리스
- 제이콥 라티모어
- 케이트 윈슬렛
- 헬렌 미렌

### 조연
- 카일리 로저스
- 엔리크 머시아노
- 리즈 셀레스테
- 나탈리 골드
- 제이콥 라티모어
- 매들린 루피
- 니콜 보니파시오

## 기타
- 책임프로듀서: 브루스 버그만
- 책임프로듀서: 스티븐 므누친
- 책임프로듀서: 토비 에머리치